# Verónica Merchant
Verónica Merchant (28 de novembro de 1963) é uma atriz mexicana.

## Carreira

### Telenovelas
- La Jefa (2025) ... Matilde de Guzmán
- Tu vida es mi vida (2024) ... Isabela Ibáñez Cuevas de Castillo
- Mujer de Nadie (2022) ... Pilar Riveira
- La venganza de las Juanas (2021) ... Susana
- Así en el barrio como en el cielo (2015) .... Aurora Santos[1]
- Vivir a destiempo (2013) .... Cristina de Delgado
- Quererte así (2012) ... Carmela Ramírez
- Huérfanas (2011) ... Ana Julia Allende de Montemayor
- Entre el amor y el deseo (2010) ... Muriel Toledo
- Eternamente tuya (2009) ... Águeda Briseño de Castelán
- Amor en custodia (2005-2006) ... Victoria Achaval Urien
- Mirada de mujer: El regreso (2003-2004) ... Josefina de Miranda
- Agua y aceite (2002) ... Margarita
- Amores, querer con alevosía (2001)
- Tío Alberto (2000-2001) ... Marcela Díaz
- El amor de mi vida (1998-1999) ... Clarissa Villaseñor
- Una luz en el camino (1998)... Marcela Villarreal
- Luz Clarita (1996-1997)... Soledad Martínez / Rosario Vertis Vda. de Gonzalo
- Lazos de amor (1995-1996)... Virginia Altamirano
- Alondra (1995)... María Elisa Escobar
- Corazón salvaje (1993-1994)... Mariana Romero

### Séries
- Atrapada (2018) ... Daniela Salcedo[2]
- Perseguidos (2016)... Irene
- Hasta que te conocí (2015)... Esperanza McCulley
- El hombre de tus sueños (2015)...
- Mujer, casos de la vida real (1995)

### Cinema
- Malintzin, la historia de un enigma (2019)... Narradora no documental[3]
- Kilómetro 31-2 (2016)... Marina Fuentes Cotija
- El último aliento (2009) ... Sophia
- Navidad S.A. (2008) ... Martha
- Spam  (2008) ... Susana Duarte
- Enemigos íntimos (2008) ... Rebecca
- Complot (2005) ... Ana
- Manos libres (2005) ... Ofelia
- Corazones rotos (2001) ... Eva
- Ciudad que se escapa (1998) ... Lola
- Profundo carmesí (1996) ... Rebeca Sanpedro
- Desiertos mares (1995) ... Margarita
- Hasta morir (1994) ... Victoria
- Una maestra con ángel (1994) ...
- Tiempo cautivo (1994) ...
- Principio y fin (1993) ... Natalia
- [[Ciudad de ciegos (1991) ... Chica del Departamento
- Tu hora está marcada (1991) ...
- Dora y yo (1987) ...

### Teatro
- Exiliados (2017)... Bertha
- Pasión (2016)... Leo
- Enamorarse de un incendio (2015)...
- No se elige ser un héroe (2015)... Luz
- El censo (2015)...
- Las Pepenadoras (2014)... Ramona
- Testosterona (2014)... Magdalena (Miky)
- Una especie de Alaska (2013)...
- El otro Einstein (2009)... Mileva Maric
- El teniente... y lo que el gato se llevó (2004) Mary
- Después de la lluvia (2001)
- Molly Bloom (2000)...
- El ajedrecista (1993)...